# Francesco Solimena

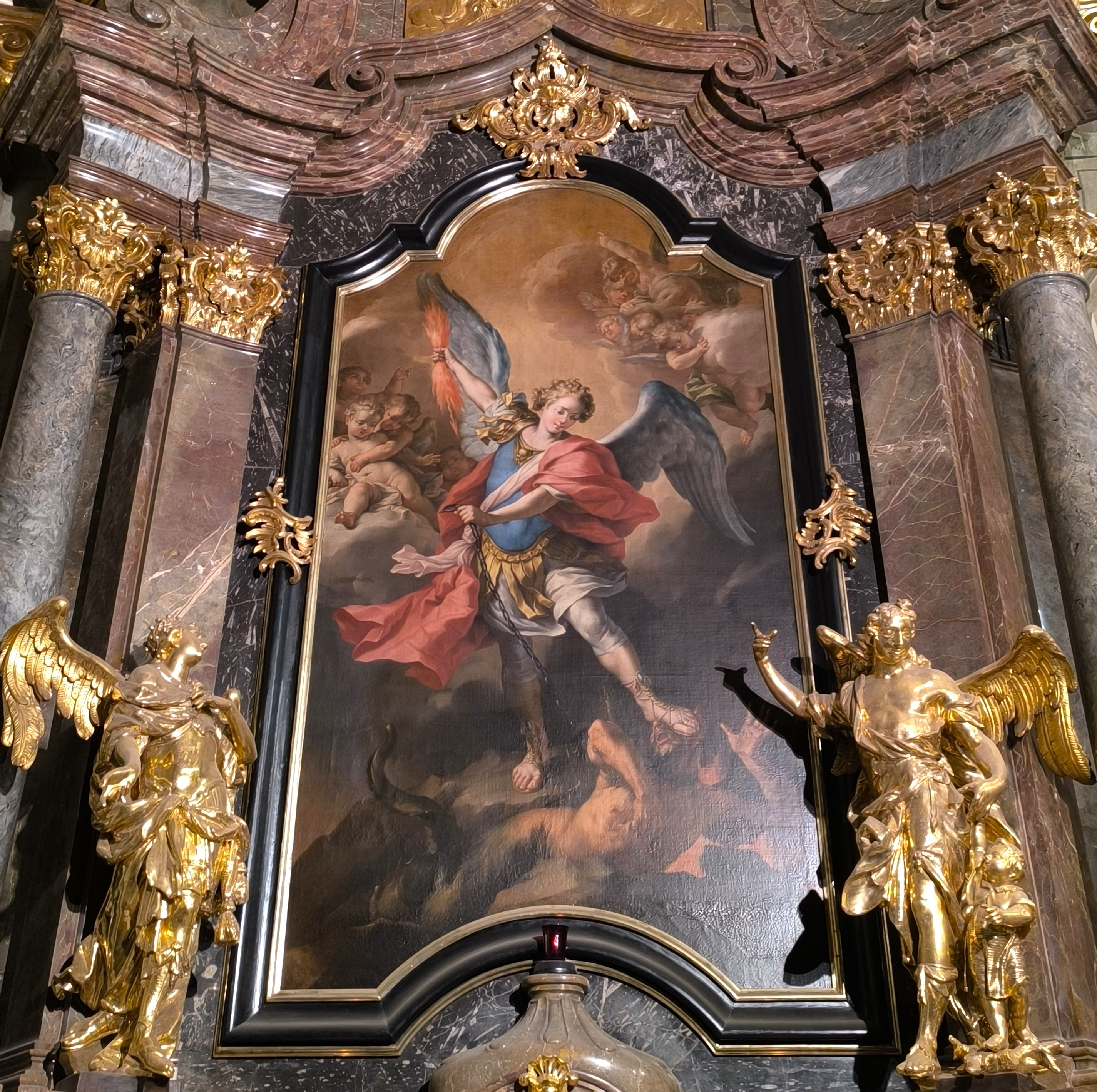
Archanděl Michael bojuje s ďáblem; oltářní obraz v kostele sv. Mikuláše v Praze na Malé Straně

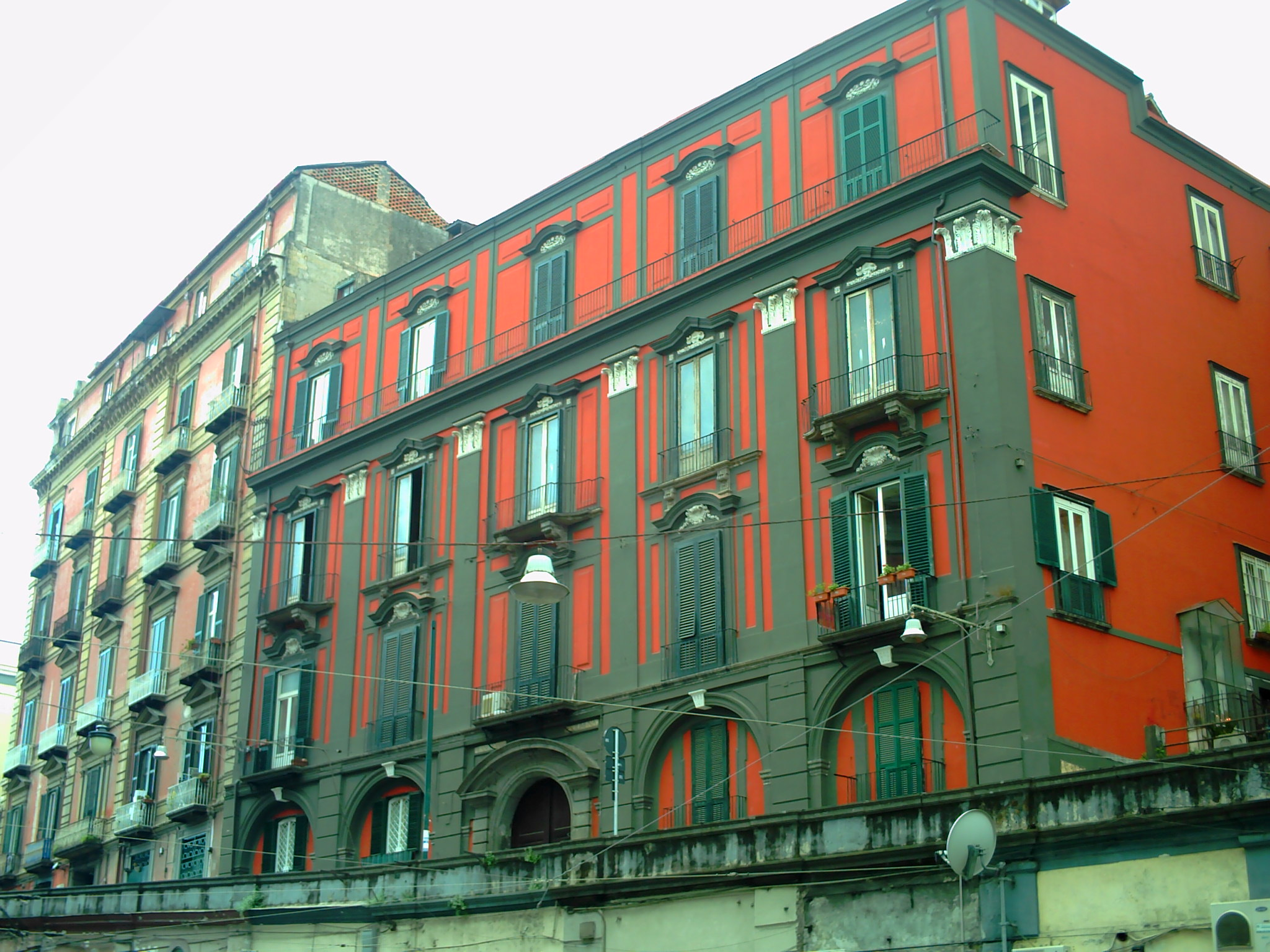
Solimenův palác v Neapoli

Francesco Solimena (4. října 1657 Canale di Serino, provincie Avellino – 3. dubna 1747 Neapol) byl čelný italský malíř doby pozdního baroka, tvůrce patetických šerosvitných děl, a příležitostný architekt.

## Život
Učil se malovat u svého otce Angela Solimeny (1629–1716), s nímž vytvořil obraz Ráj pro katedrálu v Noceře a obraz Vidění sv. Cyrila Alexandrijského pro kostel San Domenico v Solofře. V Noceře pak strávil velkou část svého života.
V roce 1674 se usadil v Neapoli, kde se učil v ateliéru Francesca di Maria. Učil se pravděpodobně i u staršího vrstevníka Giacoma del Po. Kardinál Vincenzo Orsini (pozdější papež Benedikt XIII.) jej finančně podporoval a pozval na svůj dvůr k církevním zakázkám. Tehdy získal přezdívku Abbate Ciccio. V 80. letech 17. století jeho fresky a olejomalby jeho ateliéru začaly neapolské malbě dominovat. Od 90. let 17. století do prvních čtyř desetiletí 18. století byl vůdčím malířem jižní Itálie.
Francesco Solimena byl velmi úspěšný a žil v přepychu.

## Dílo
Byl velmi plodným, zručným, ale v kompoicích poměrně konvenčním malířem. Od mistrů římského baroka Lucy Giordana, Giovanniho Lanfranca a Mattea Pretiho převzal kompozice i kolorit hnědých odstínů šerosvitu, do kompozic vnesl dramatičnost a patos. Namaloval mnoho fresek v Neapoli, oltářní obrazy, svatební veselí a jiné slavnosti, mytologické náměty a portréty. V aranžmá prostoru na svých obrazech užívá oblouky, balustrády, sloupy a postavy umísťuje mezi závěsy.
- fresky v kupoli kostela San Giorgio v Salernu (1675)[2]
- Výzdoba kostelů San Paolo Maggiore a San Domenico v Neapoli
- Oltářní obraz Archanděl Michael vítězí nad ďáblem v kostele sv. Mikuláše v Praze na Malé Straně, namaloval pro pražské jezuity.
- Sv. Januarius, Trůnící madona, Alegorie požehnané vlády a Portrét Aloise Tomáše Harracha v rodinné sbírce Harrachů na zámku v Rohrau
- Oltářní obraz Vzkříšení, zámecká kaple horní Belvedere, Vídeň
- Skupinový portrét Gundakar z Althannu představuje císaři Karlovi VI. inventář císařských sbírek umění (1723); hlavy císaře a hraběte Althanna namaloval portrétista Johann Gottfried Auerbach.

Četné přípravné kresby prováděl kombinovanou technikou perokresby, kreslil křídou a koloroval akvarelem.

## Žáci
Synovec Orazio Solimena byl jeho žákem a nástupcem. Mezi další žáky či tovaryše patřili Francesco de Mura (1696–1784), Giuseppe Bonito (1707–89), Pietro Capelli, Domenico Mondo, Onofrio Avellino, Scipione Cappella, Giovanni della Camera, Francesco Campora, Alessandro Guglielmi, Leonardo Oliviero, Salvatore Olivieri, Salvatore Pace, Romualdo Polverino, Paolo Gamba, Evangelista Schiano, Gaspare Traversi, Eugenio Vegliante a zejména Corrado Giaquinto a Sebastiano Conca. Skotský portrétista Allan Ramsay strávil v jeho ateliéru tři roky.

## Galerie

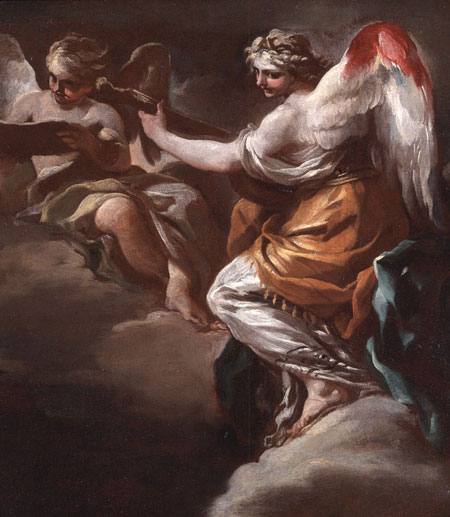
Studie k fresce pro kostel San Paolo Maggiore
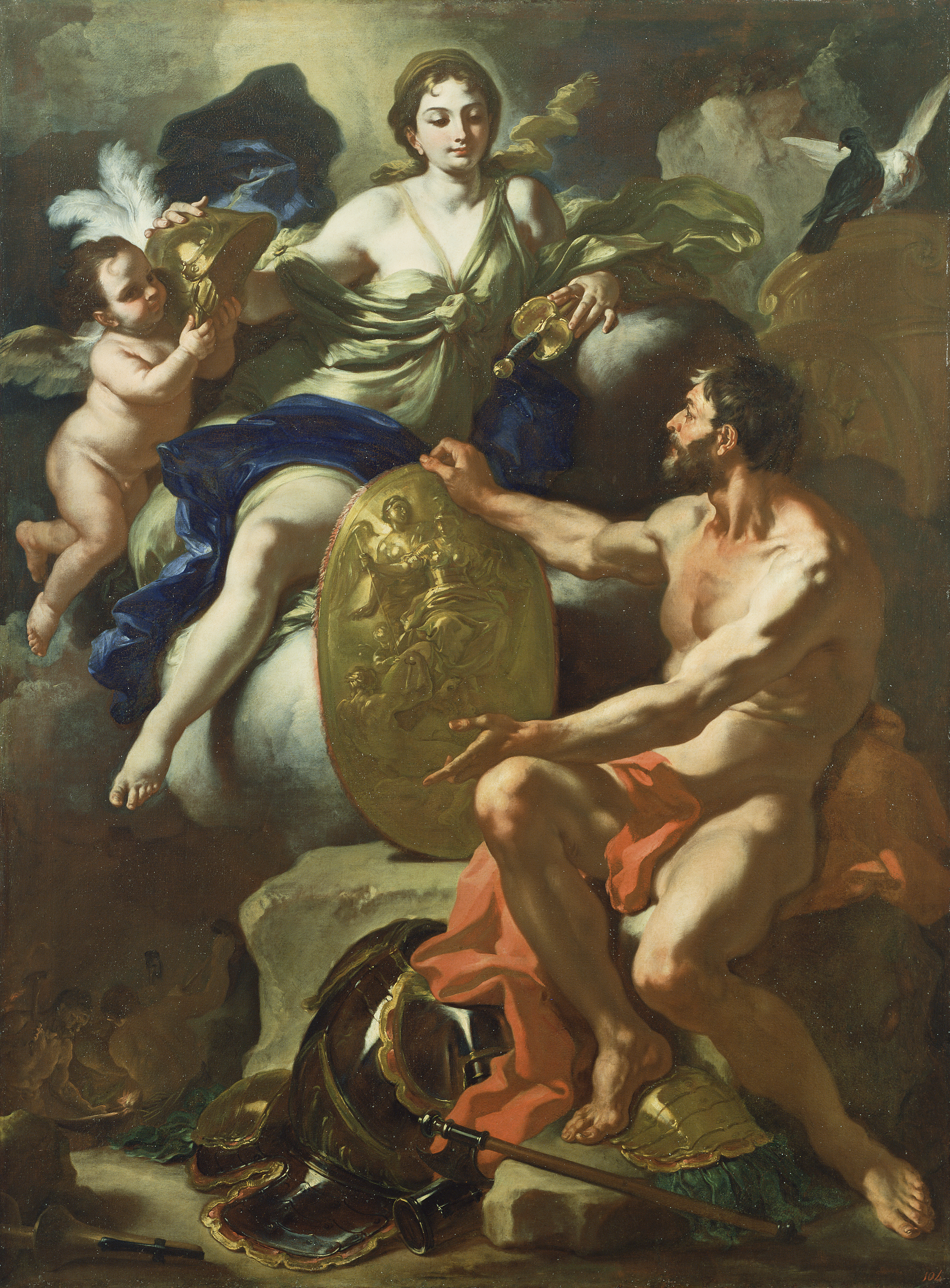
Venuše s Vulkánem, 1704
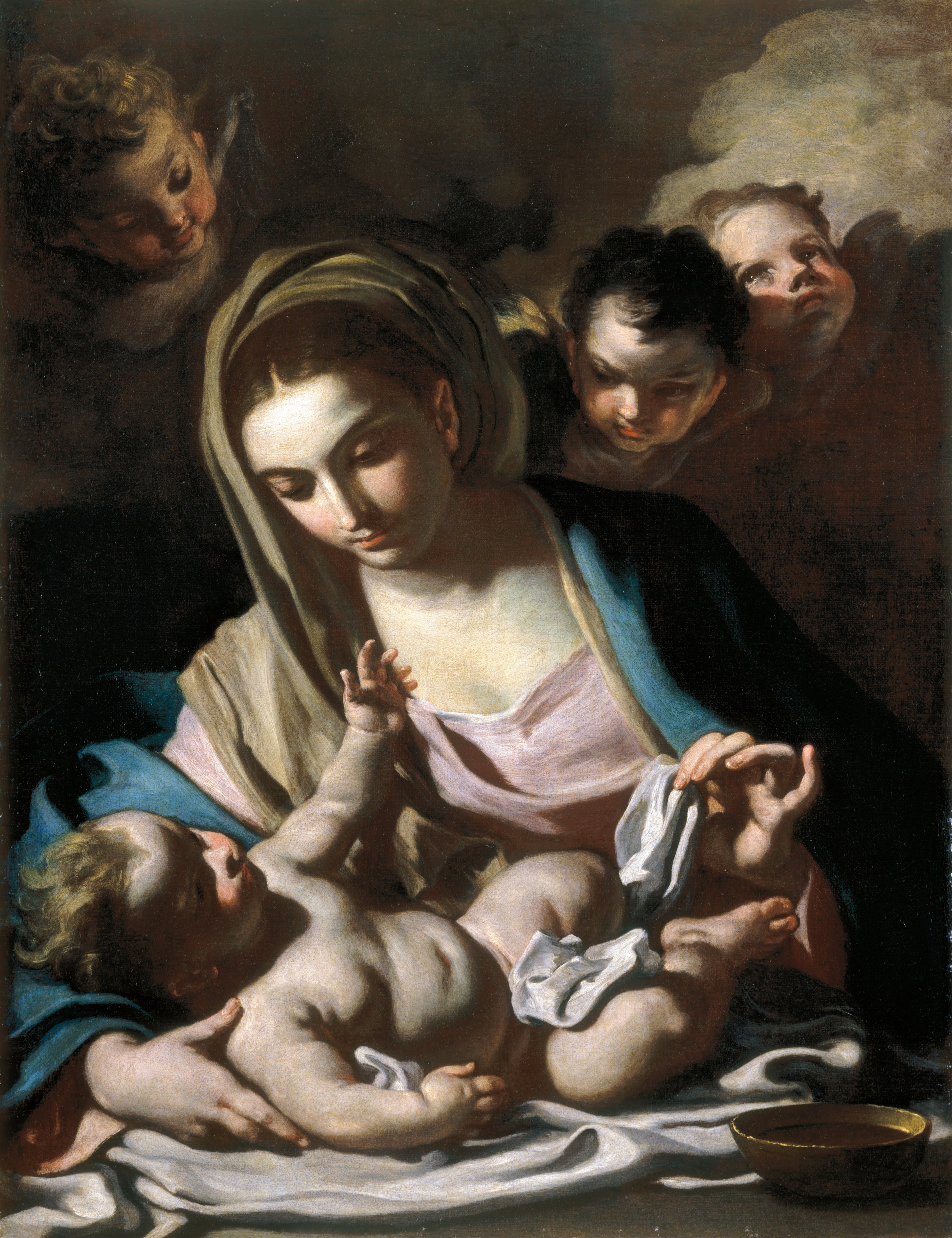
Madona s dítětem
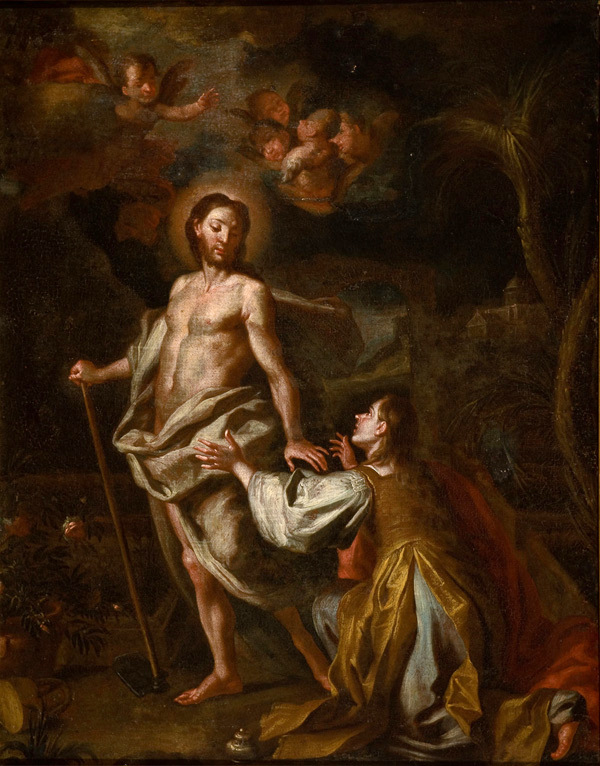
Noli me tangere
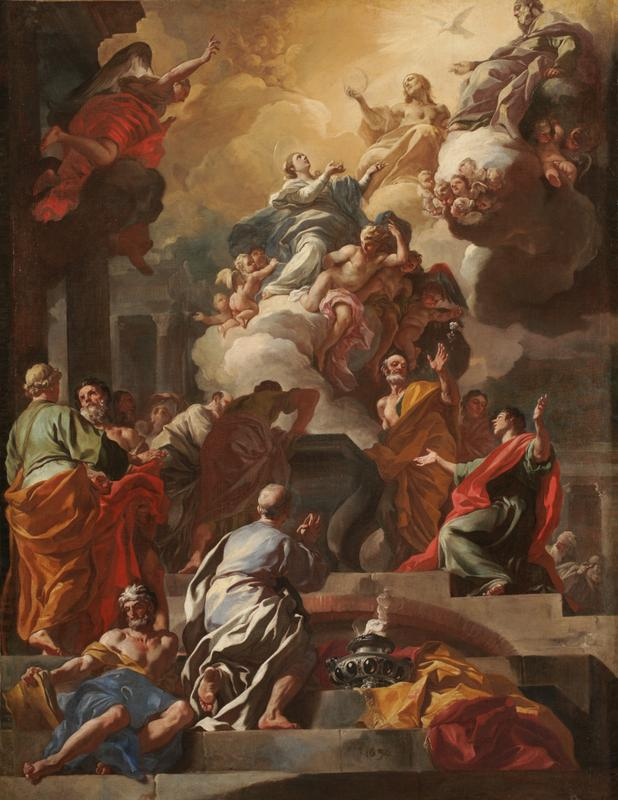
Nanebevzetí P.Marie
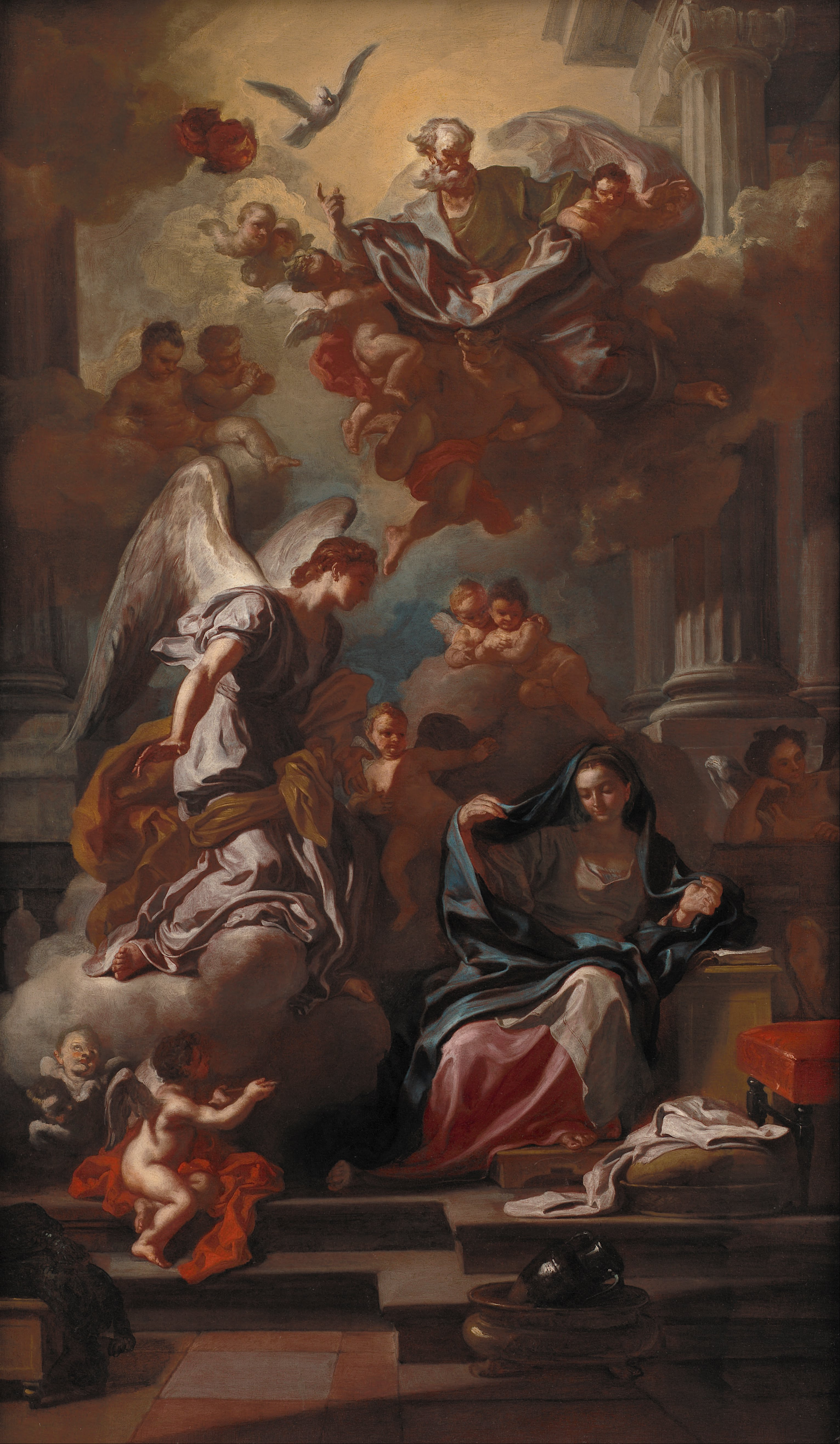
Zvěstování
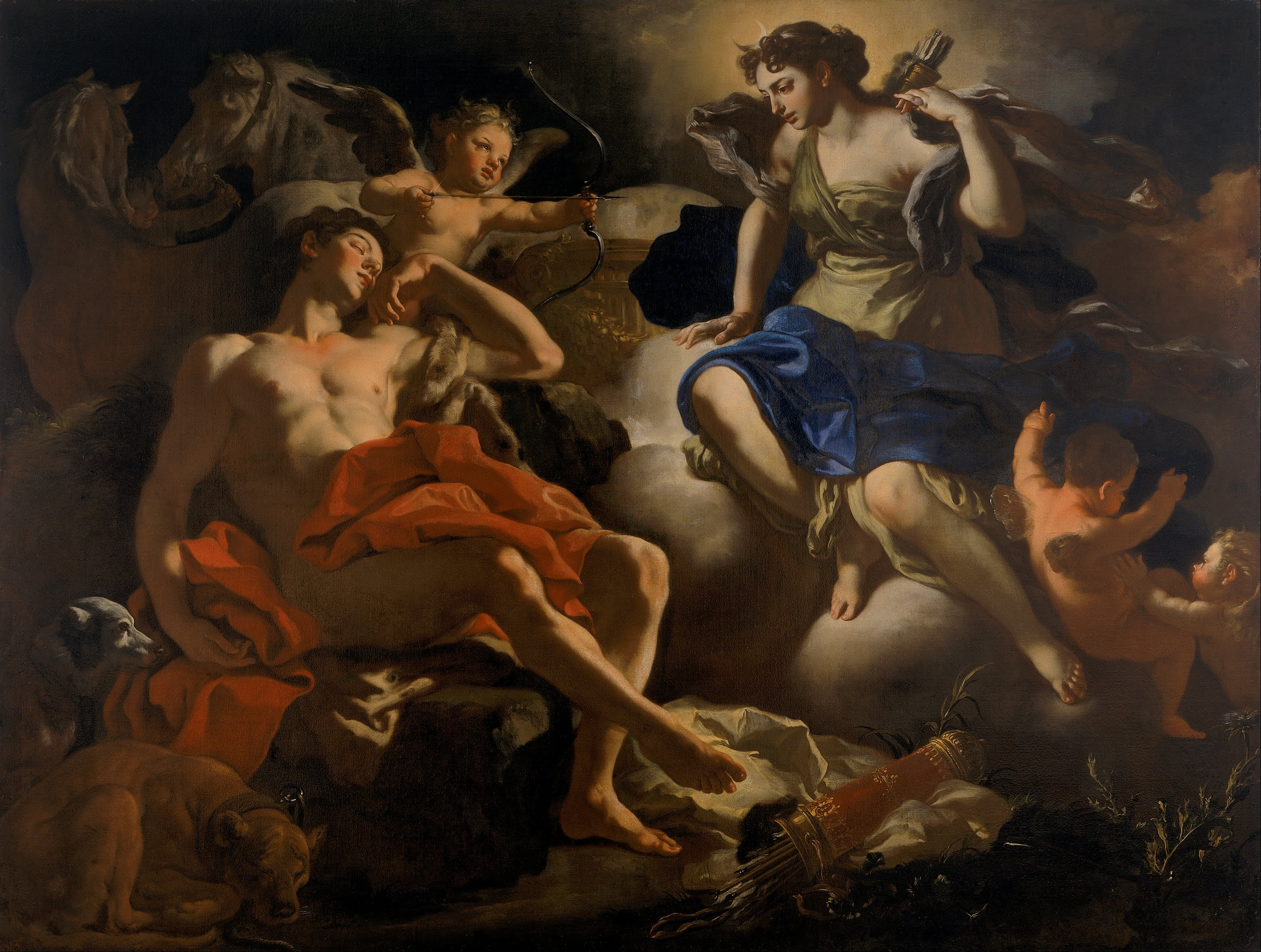
Diana a Endymion
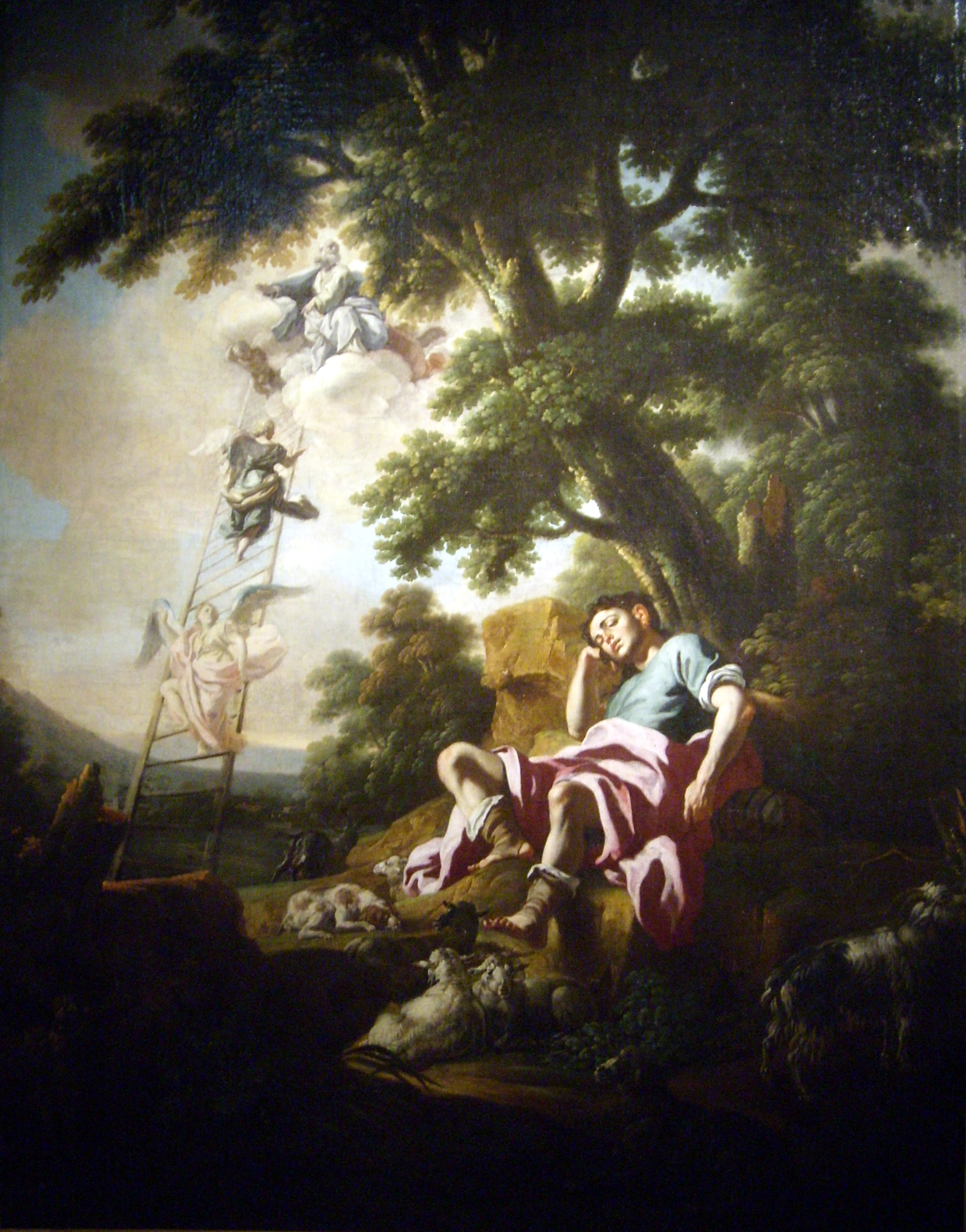
Jákobův sen